# Joaquín Lemos
Joaquín Lemos, vollständiger Name Joaquín Emanuel Lemos Bellini, (* 27. April 1994 in Trinidad) ist ein uruguayischer Fußballspieler.

## Karriere
Der je nach Quellenangabe 1,70 Meter oder 1,79 Meter große Offensivakteur Lemos stammt aus der Jugendmannschaft des Club Atlético Cerro. Er steht mindestens seit der Apertura 2014 im Kader des uruguayischen Erstligisten. Dort debütierte er am 20. September 2014 unter Trainer Juan Tejera in der Partie gegen Sud América, als er in der 82. Spielminute für Matías Masiero eingewechselt wurde. In der Saison 2014/15 wurde er dreimal (kein Tor) in der Primera División eingesetzt. Mitte Juli 2015 wechselte er auf Leihbasis zum Erstligisten Juventud. Dort lief er während der Spielzeit 2015/16 in neun Erstligaspielen (kein Tor) auf. Anschließend kehrte er zu Cerro zurück. Bislang (Stand: 10. Februar 2017) kam er dort allerdings bei den Profis nicht zum Einsatz.